# Henri Jean-Baptiste Victoire Fradelle

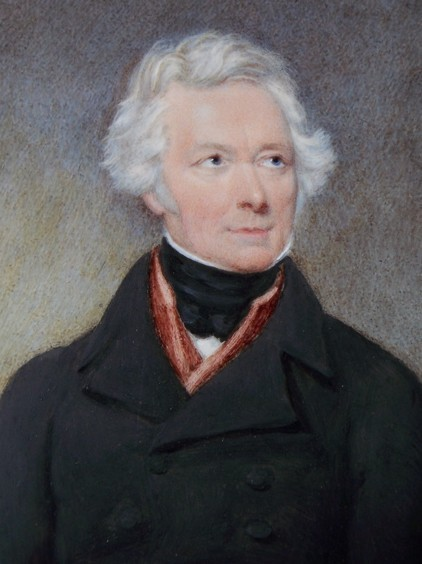
Henri Jean-Baptiste Victoire Fradelle von Moses Haughton, 1848

Henri Jean-Baptiste Victoire Fradelle (* 15. Juni 1778 in Lille; † 14. März 1865 in London) war ein französischer Porträtmaler.

## Leben
Fradelle wurde als Sohn des Musikers Joseph Guillaume Fradelle und dessen Ehefrau Adelaide Geneviève Valla geboren. Beide Elternteile stammten aus Paris. Er studierte Malerei an der École nationale supérieure des beaux-arts de Paris, unter anderem bei Joseph-Benoît Suvée.
Von 1808 bis 1816 lebte er in Italien, um sich dann dauerhaft in London niederzulassen, mit Ausnahme eines weiteren Aufenthalts in Paris zwischen 1830 und 1837.
Mit seiner Frau Sarah (1776–1850) bekam er vier gemeinsame Kinder, darunter den ebenfalls als Maler tätigen Henry Joseph Charles Fradelle (1811–1846). In der Vergangenheit wurden viele der Werke Fossins seinem Sohn zugeschrieben. Erst im Jahr 2008 erkannte der Sprachwissenschaftler François Grosjean diese Fehleinschätzung, als er als Nachfahre des Künstlers Recherchen zu dessen Biographie anstellte.
Fradelle verstarb in seiner Wohnung in der Weymouth Street 36, Portland Place, London und wurde auf dem Kensal Green Cemetery begraben.

## Werke
Fradelle stellte seine Werke zu seinen Lebzeiten regelmäßig unter anderem in der Royal Academy of Arts, der British Institution for Promoting the Fine Arts in The United Kingdom und der Royal Society of British Arts aus, also den bedeutendsten Galerien Londons. Daraufhin wurden viele seiner Gemälde vom britischen Adel gekauft.
Häufig ließ sich Fradelle von historischen, religiösen oder literarischen Motiven inspirieren, so beispielsweise bei dem Gemälde Othello Relating the Story of His Life to Brabantio and Desdemona, das heute Teil der Sammlung der Royal Shakespeare Company in Stratford-upon-Avon ist.

## Werkauswahl
- Milton Dictating ‘Paradise Lost’ to his Daughter
- The Marriage of Figaro
- Mary Queen of Scots and her Secretary Chatelar
- The Earl of Leicester’s Visit to Amy Robsart at Cumnor Place